# Oh (Eefje de Visser)
Oh is een nummer van de Nederlandse zangeres Eefje de Visser uit 2020. Het is de derde single van haar vierde studioalbum Bitterzoet.
"Oh" gaat over de nabijheid en afstand in de liefde. Het nummer ontstond vanuit een simpele beat uit een drumcomputer en werd op de piano verder afgemaakt. De productie bleef minimaal en warm. Het nummer kent een dromerig en melancholisch geluid, maar is tegelijkertijd ook meer uptempo en dansbaarder van de vorige singles van De Visser. "Oh" haalde de Nederlandse Top 40 niet, maar bereikte wel de 30e positie in de Mega Top 30 van NPO 3FM. In Vlaanderen bereikte het de 10e positie in de Tipparade.